# Enric Ribes i Marí
Enric Ribes Marí (Eivissa, 28 de febrer de 1955) és un polític i escriptor eivissenc en llengua catalana, que va ser diputat al Parlament de les Illes Balears i al Congrés dels Diputats. Des del juliol del 2020 és membre de la Seccio Filològica del IEC.

## Biografia
Estudià enginyeria de mines, que no acabà, i filologia catalana, de la qual es llicencià en la Universitat Oberta de Catalunya en 2003. El 2009 es doctorà en filologia catalana per la Universitat de València. Treballà com a administratiu i milità en el PSM Preocupat per la toponímia local, el 1978 formà part de l'equip de l'Institut d'Estudis Eivissencs que redactà Toponímia bàsica de les Pitiüses amb Marià Villangómez, Isidor Marí, Josep Marí i Joan Marí Cardona.
Pel que fa a la política, el 1976 participà en la fundació del Moviment Socialista d'Eivissa i Formentera, que tenia com a referent el Partit Socialista de les Illes (PSI), del qual en sorgiren el Partit Socialista de Mallorca (PSM) i del Moviment Socialista de Menorca (MSM). A les eleccions municipals espanyoles de 1979 fou elegit regidor de l'Ajuntament d'Eivissa com a independent en les llistes del PSIB-PSOE i actuà com a portaveu del grup municipal socialista. Poc després se'n va afiliar, alhora que esdevingué secretari general de la UGT a les Pitiüses.
Fou elegit diputat a les eleccions al Parlament de les Illes Balears de 1983, però dimití del càrrec per tal de presentar-se a les eleccions generals espanyoles de 1986 dins les llistes del PSIB-PSOE. El 1988 abandonà el PSOE i es va integrar en el Grup Mixt.
El 1989 impulsà l'Esquerra Nacionalista d'Eivissa (ENE), que en 1990 canvià el nom a Entesa Nacionalista i Ecologista i de la qual fou el primer secretari general. A les eleccions generals espanyoles de 1989 fou candidat al Congrés dels Diputats de la coalició amb el Partit Socialista de Mallorca i el Partit Socialista de Menorca.
Posteriorment acabà els estudis de filologia i s'especialitzà en toponímia de les Pitiüses. És membre de l'AELC i actualment col·labora com a periodista a Eivissa, La Prensa de Ibiza i Diario de Ibiza. Des del 2005 fins al 2013 fou consultor dels estudis de Filologia Catalana de la UOC i professor associat a la UIB, a l'extensió universitària d'Eivissa. El 2006 fou nomenat membre corresponent de la Secció Filològica de l'Institut d'Estudis Catalans per Eivissa i Formentera. També és membre de la Comissió Tècnica d'Assessorament Lingüístic de la Universitat de les Illes Balears, i com a membre d'aquest grup ha participat en la creació del Nomenclàtor Toponímic de les Illes Balears, com a coordinador de la secció d'Eivissa i Formentera.

## Obres
- Sa llengua d'Eivissa i Formentera: lliçons bàsiques (1978-1981)
- Na Mora i na Neu (1979 i 1993) (2a edició), conte infantil
- Sabíeu que...? Paraules d'Eivissa i Formentera (1986)
- Solcar un mar de foc (1990), novel·la
- Aportació pitiüsa al Diccionari Català-Valencià-Balear (1991)
- Una veu d'Eivissa (1991)
- Noms de lloc (1992)
- La toponímia de la costa de Sant Joan de Labritja (1993)
- La toponímia de la costa de Sant Antoni de Portmany (1995)
- Pecat de titelles (1997), novel·la
- Llengua i terra unides (2004)
- La supervivència de la toponímia precatalana d'Eivissa i Formentera i "l'Onomasticon Cataloniae" (2005), tesi de llicenciatura.
- La toponímia costanera del municipi d'Eivissa (2006)